# کامپانیگنج
کامپانیگنج (به لاتین: Companiganj) یک منطقهٔ مسکونی در بنگلادش است که در ناحیه نواکهلی واقع شده‌است. کامپانیگنج ۳۸۶ کیلومتر مربع مساحت و ۲۷۹٬۸۷۰ نفر جمعیت دارد.